# Flottiglia del Tonchino
La Flottiglia del Tonchino (in francese Flottille de Tonkin), una formazione di vascelli da spedizione e cannoniere utilizzata per la sorveglianza dei fiumi e delle vie d'acqua del delta del fiume Rosso, fu creata nell'estate del 1883, durante la campagna del Tonchino (1883-1886).

## Contesto
Nel marzo 1882, alla vigilia della presa della cittadella di Hanoi da parte del comandante Henri Rivière, la Francia schierava in Estremo Oriente due divisioni navali. I mari a est dello stretto di Hainan erano di competenza della Divisione navale dell'Estremo Oriente o Squadra dell'Estremo Oriente (Division navale de l'Extrême-Orient o Escadre d'Extrême-Orient)) del contrammiraglio Charles Meyer. Gli interessi francesi in Indocina erano protetti dalla Divisione navale della Cocincina (division navale de Cochinchine) di Henri Rivière, che era responsabile del controllo della navigazione costiera tra Singapore e lo stretto di Hainan e lungo i fiumi della Cocincina e della Cambogia.
Alcune navi sotto il comando di Rivière erano normalmente di stanza in Cocincina o in Cambogia, tra cui la nave da trasporto truppe Drac, la fregata leggera Alouette e le piccole cannoniere Framée e Javeline. Il Tilsitt, nave ammiraglia della divisione navale della Cocincina, era disarmata e in ormeggio permanente a Saigon e serviva come magazzino e centro amministrativo della divisione. La maggior parte delle navi della divisione, tuttavia, era di stanza nel Tonchino, dove faceva rispettare il diritto di libera navigazione sul Fiume Rosso che era stato concesso alla Francia dal governo vietnamita nel 1874.
Il comando di Rivière nel Tonchino era composto dalle fregate leggere Hamelin, Parseval e Antilope (quest'ultima sarebbe stata presto sostituita dalla fregata leggera Pluvier), dalle cannoniere pesanti Lynx e Vipère, dalle cannoniere marittime Fanfare, Léopard e Surprise, e dalle più piccole cannoniere fluviali Carabine, Éclair, Hache, Massue, Trombe e Yatagan. Le cannoniere pesanti avevano equipaggi di 77 uomini e montavano quattro cannoni, mentre le cannoniere più piccole avevano due cannoni ciascuna. Tutte portavano un "cannone-revolver" Hotchkiss nella parte superiore.
Dopo la sconfitta e la morte di Henri Rivière nella battaglia di Cầu Giấy (19 giugno 1883), il Ministero della Marina creò la nuova Divisione navale delle Coste del Tonchino (Division navale des Côtes du Tonkin) sotto il comando dell'ammiraglio Amédée Courbet, la cui missione era quella di interrompere, bloccando il golfo del Tonchino, il flusso di armi e munizioni fornite dalla Cina all'Esercito della bandiera nera. Le navi marittime più grandi già presenti nel Tonchino furono trasferite alla nuova divisione navale di Courbet, mentre le altre (per lo più cannoniere) furono organizzate nella Flottiglia del Tonchino, che fu inizialmente posta sotto il comando del generale di brigata Alexandre-Eugène Bouët (1833-1887), il commandant supérieur francese nel Tonchino. Il comando operativo fu affidato al capitano di vascello Morel-Beaulieu.

## Composizione della flottiglia

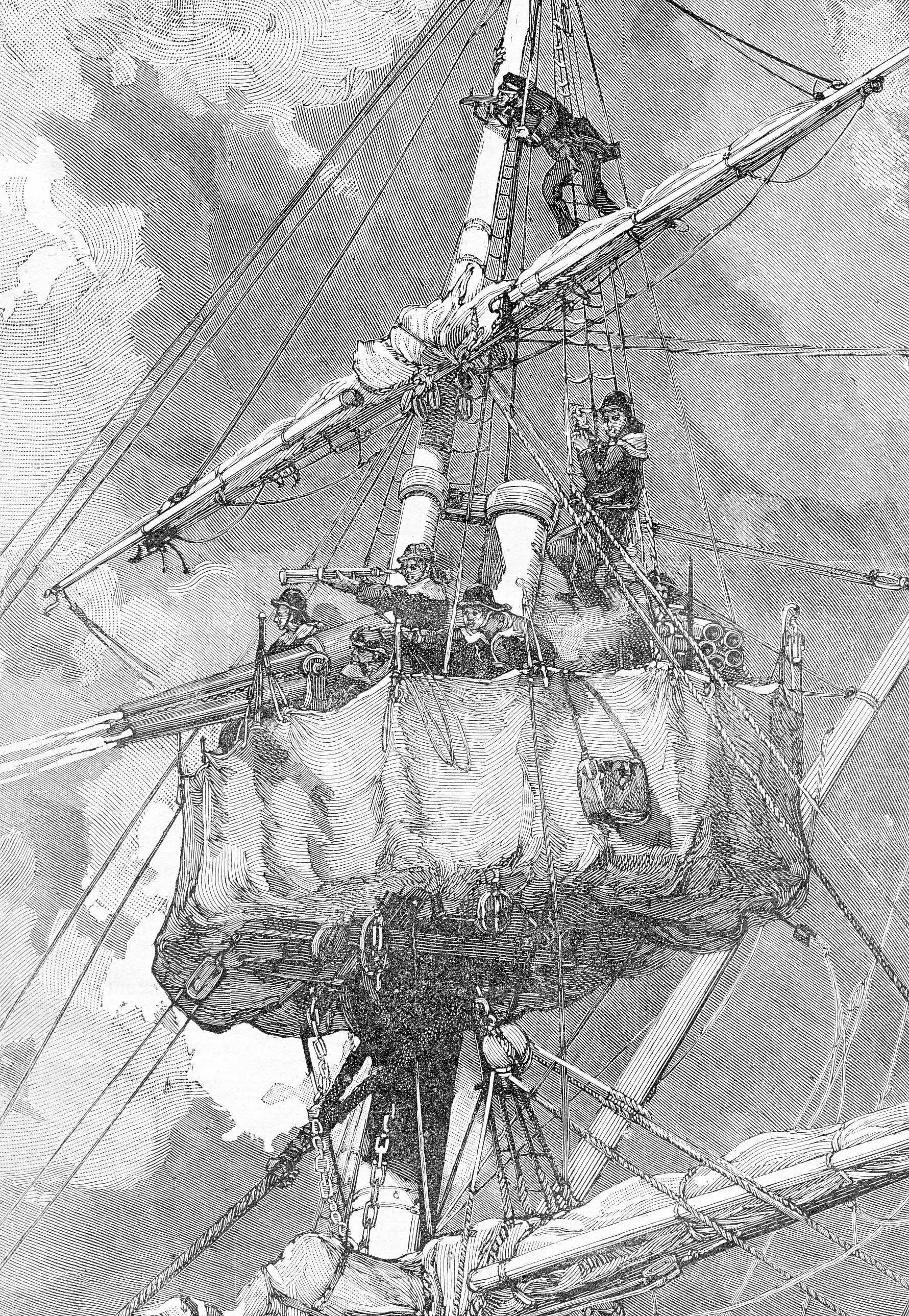
Il Pluvier attacca le difese vietnamite a Nam Định con il suo "cannone-revolver" Hotchkiss montato sull'albero,

La Flottiglia del Tonchino era composta inizialmente dalle fregate leggere (avisos à roues) Pluvier e Alouette, dalle cannoniere marittime Fanfare, Léopard e Surprise, dalle grandi cannoniere fluviali (avisos de flotille à roues) Éclair e Trombe, e dalle cannoniere fluviali più piccole (chaloupes-cannonières démontables) Carabine, Hache, Massue e Yatagan. La Alouette era normalmente di stanza in Cocincina e non sembra aver prestato servizio nel Tonchino.
Anche il pontone fisso Tilsitt, di stanza a Saigon, e le piccole cannoniere fluviali Framée, Javeline e Mousqueton, normalmente di stanza in Cocincina, furono poste agli ordini del comandante della Flottiglia Tonchino.
Nell'aprile del 1884 le "cannoniere Farcy" Revolver e Mitrailleuse, che avevano prestato servizio sulla Senna durante la guerra franco-prussiana, arrivarono in Tonchino. Le due cannoniere furono trasportate nel Tonchino legate al ponte della nave da guerra Bien Hoa e il loro rimessaggio all'arrivo a Haiphong fu un compito tecnico di notevole complessità.
Nell'ottobre 1883 l'ammiraglio Courbet chiese al Ministero della Marina di progettare una nuova classe di cannoniere a basso pescaggio che potessero penetrare nel labirinto di torrenti e rucelli poco profondi del delta, in modo da poter dare la caccia alle Bandiere nere e ai pirati in modo molto più efficace. Il ministero accettò le sue raccomandazioni e stabilì due nuove classi di cannoniere. Otto cannoniere della classe Henri Rivière furono progettate e costruite specificamente per il servizio nel Tonchino, mentre più di una dozzina di cannoniere della classe Arquebuse furono prodotte per l'uso sia nel Tonchino sia in Madagascar.
Le cannoniere della prima classe presero il nome degli ufficiali francesi uccisi o feriti a morte in azione nel Tonchino durante le campagne di Francis Garnier e Henri Rivière: Francis Garnier, Colonel Carreau, Henri Rivière, Berthe de Villers, Jacquin e Moulun. Le cannoniere, costruite negli stabilimenti Claparède di Lorient, raggiunsero Haiphong nell'autunno del 1884.
La classe di cannoniere Arquebuse fu progettata per un servizio più generale, sia in Madagascar che nel Tonchino. Sei navi di questa classe (Arquebuse, Alerte, Avalanche, Bourrasque, Mutine e Rafale) furono impiegate nel Tonchino nell'estate del 1884. Queste cannoniere erano lunghe 30 metri e larghe 5, viaggiavano a una velocità di 8 nodi (15 km/h) e pescavano meno di un metro e mezzo d'acqua. Anche se potevano trasportare solo 60 uomini, erano armate con due cannoni da 90 millimetri e tre "cannoni-revolver" Hotchkiss, per cui avevano una grande potenza. Altre due cannoniere della classe Arquebuse (Casse-tête ed Estoc), si unirono alla Flottiglia del Tonchino all'inizio del 1885. Si differenziavano dai modelli precedenti per avere due alberi, ciascuno con una postazione Hotchkiss.
Nel febbraio 1885, alla vigilia della campagna di Lạng Sơn, la flottiglia comprendeva anche le cannoniere Hyène, Jaguar, Nagotna e Petit Haiphong. La flottiglia impiegava anche un certo numero di lance e rimorchiatori a vapore che venivano utilizzati per rimorchiare le giunche cariche di uomini, munizioni e cibo. Le fonti francesi contemporanee menzionano le navi Haiphong, Pélican, Kowloon, Whampoo, Ruri Maru, Cua Cam, Cua Lac, Cua Dai, Phu Ly e Tra Ly. Così come i trasporti francesi prendevano spesso il nome dai fiumi francesi, queste piccole imbarcazioni fluviali destinate al Tonchino tendevano a prendere il nome dai corsi d'acqua del delta.
Nel 1886 la flottiglia comprendeva le cannoniere Levrard, Bossant e Cuvellier, dal nome di tre ufficiali francesi uccisi in azione nel Tonchino durante la guerra franco-cinese.

## Operazioni
Oltre a sorvegliare le vie d'acqua interne del Tonchino, le navi della flottiglia furono utilizzate anche a sostegno dei movimenti del Corpo di spedizione del Tonchino e presero parte a diverse azioni nel delta contro l'Esercito della bandiera nera e gli eserciti cinesi del Guangxi e dello Yunnan.
Le cannoniere Carabine, Fanfare, Hache, Pluvier, Surprise e Yatagan presero parte alla presa di Nam Định da parte di Henri Rivière, effettuando un bombardamento preliminare il 26 marzo 1883 e sostenendo l'attacco della fanteria francese alle difese di Nam Định il 27 marzo 1883
La cannoniera Song Cau (o Song Coi) partecipò a una sortita della guarnigione francese di Nam Định, con la quale, il 19 luglio 1883 lo chef de bataillon Pierre de Badens, comandante in capo francese a Nam Định, inflisse una grave sconfitta alle forze vietnamite assedianti sotto il comando del principe Hoàng Kế Viêm.
Le cannoniere Pluvier, Léopard, Fanfare, Éclair, Mousqueton e Trombe parteciparono alla battaglia di Phủ Hoài (15 agosto 1883).
Le cannoniere Pluvier, Léopard, Fanfare, Éclair, Hache e Mousqueton parteciparono alla battaglia di Palan (1º settembre 1883).
Le cannoniere Pluvier, Trombe, Éclair, Hache, Mousqueton e Yatagan parteciparono alla campagna di Sơn Tây (11-17 dicembre 1883).

### Campagna di Kép, ottobre 1884

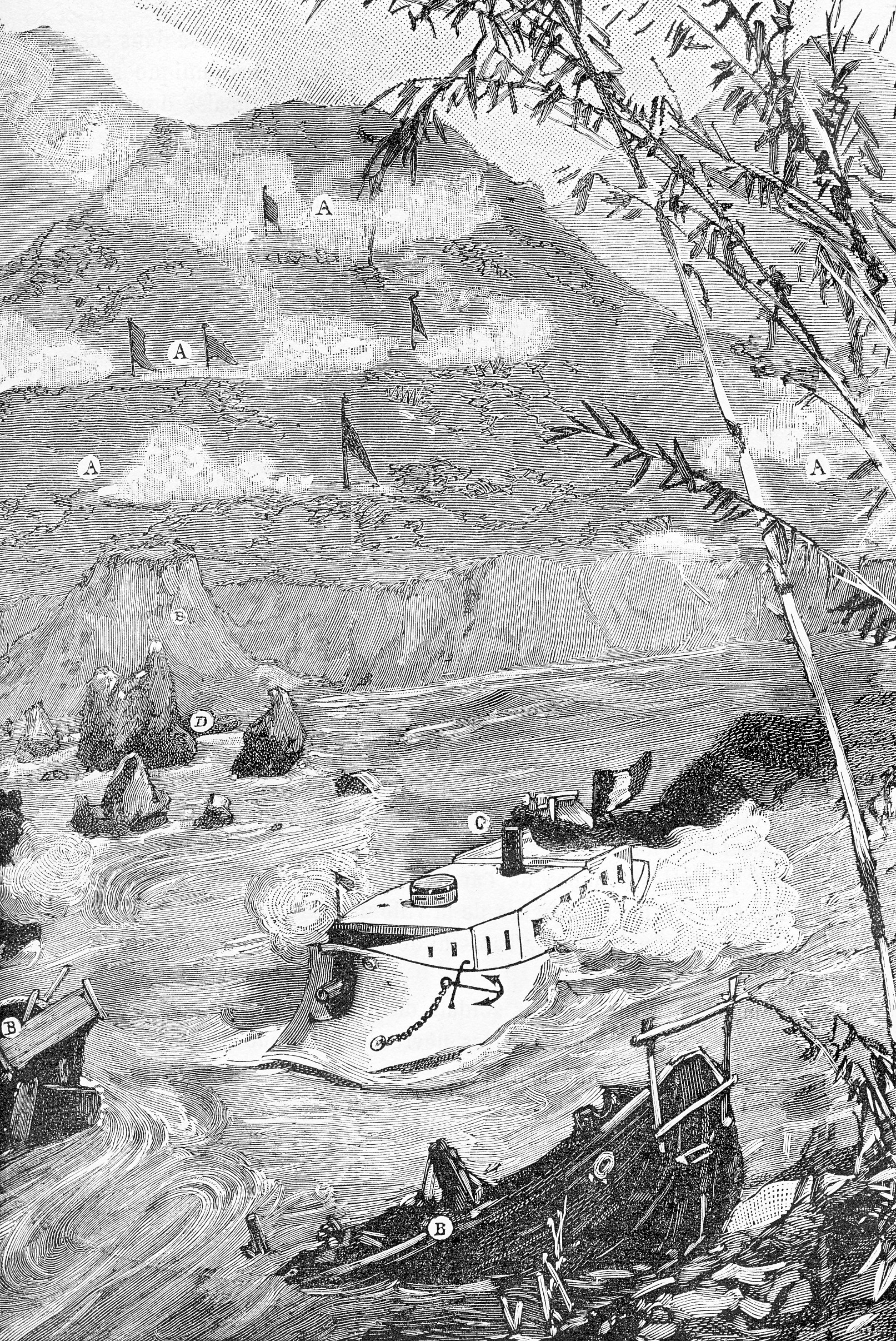
Il Revolver supera le difese cinesi a Yu Oc, ottobre 1884

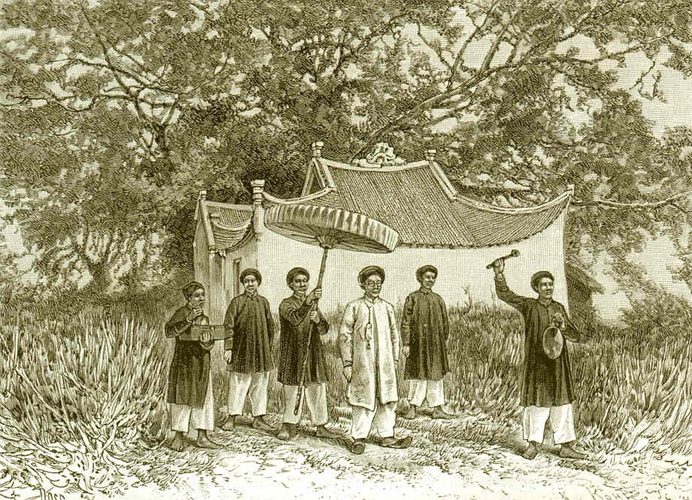
Il prefetto di Phu-doan, 1884

La Flottiglia del Tonchino giocò un ruolo strategico decisivo nella campagna di Kép del generale François de Négrier (2-15 ottobre 1884), con la quale i francesi sconfissero una grande invasione cinese del delta del fiume Rosso. Alla fine del settembre 1884 grandi distaccamenti dell'Esercito del Guangxi avanzarono da Lạng Sơn, discendendo nella valle di Luc Nam. Il 2 ottobre le cannoniere francesi Hache e Massue, di pattuglia nel fiume Luc Nam, caddero in un'imboscata da parte di una forza di fanteria cinese. Una terza cannoniera, la Mousqueton, intervenne in soccorso e le tre imbarcazioni francesi fuggirono lungo il fiume fino alla postazione francese di Sept Pagodes, alla confluenza dei fiumi Thái Bình e Sông Cầu.
I francesi subirono pesanti perdite in questa imboscata (il tenente di vascello Challier della Massue fu ucciso e 32 marinai e soldati furono feriti), ma l'Esercito del Guangxi aveva rivelato la sua presenza. Tornato ad Hanoi, il generale Louis Brière de l'Isle reagì rapidamente alla minaccia cinese. I francesi sfruttarono la mobilità conferita dalle loro cannoniere per spostare uomini e rifornimenti tra Phủ Lạng Thương (odierna Bắc Giang) e il Luc Nam, consentendo a de Négrier di concentrare rapidamente le sue forze e di sconfiggere una dopo l'altra le due ali ampiamente separate dell'Esercito del Guangxi. L'Hache, l'Éclair e il Massue, accompagnati dai rimorchiatori Phủ Lý e Tra Ly e dalla chiatta Cua Dai, sbarcarono la colonna di Donnier a Lâm il 6 ottobre 1884, minacciando l'ala sinistra dell'esercito cinese a Chũ, mentre de Négrier si concentrava contro le forze cinesi a Kép.

### Rifornimento di Tuyên Quang, ottobre-novembre 1884
Durante i mesi di ottobre e novembre 1884 le cannoniere Farcy Revolver e Mitrailleuse, basate a Tuyên Quang, e le cannoniere Bourrasque, Éclair, Mutine e Trombe, che operavano da Hưng Hóa, effettuarono una serie di pericolosi rifornimenti lungo il Fiume Chiaro, tra Hưng Hóa e Tuyên Quang, a sostegno della piccola guarnigione francese di Tuyên Quang. I rifornimenti ebbero successo, ma i francesi subirono una serie di perdite quando le loro cannoniere furono impegnate dalle Bandiere Nere stanziate a Yu Oc. In uno scontro del 12 novembre 1884 il Trombe subì la perdita di 1 morto e 7 feriti.
In un'altra occasione, il Revolver dovette sfrecciare a tutta velocità per rompere uno sbarramento posto sul Fiume Chiaro, e il 16 novembre 1884 il suo equipaggio subì la perdita di 2 morti e 3 feriti (incluso il comandante, l'enseigne de vaisseau de Balincourt) a causa del fuoco nemico proveniente da Yu Oc. Il Revolver fu infine ritirato da Tuyên Quang, ma la Mitrailleuse rimase in servizio e si distinse in seguito nell'assedio di Tuyên Quang (24 novembre 1884-3 marzo 1885).

### Soccorso di Tuyên Quang, febbraio-marzo 1885
La Flottiglia del Tonchino ebbe un ruolo importante nel soccorso di Tuyên Quang. Alla fine di febbraio del 1885 le cannoniere Henri Rivière, Berthe de Villers, Moulun, Éclair e Trombe trasportarono 2400 soldati della 1ª brigata del tenente colonnello Laurent Giovanninelli da Hanoi lungo il Fiume Rosso e il Fiume Chiaro e li fecero sbarcare vicino alla postazione francese di Phu Doan sul fiume Chiaro, cinquanta chilometri a sud-ovest di Tuyên Quang. Giovanninelli sperava di avere il loro appoggio quando attaccò un'importante postazione cinese a Hòa Mộc, ma il livello dell'acqua del Fiume Chiaro era così basso che le cannoniere si arenarono diversi chilometri sopra Phu Doan.
I loro equipaggi sopportarono una settimana di lavoro massacrante, trainando le cannoniere lungo il letto quasi asciutto del fiume, ma nonostante i loro sforzi le cannoniere furono assenti dalla battaglia di Hòa Mộc del 2 marzo 1885. Si dice che alcuni membri dell'equipaggio francese abbiano pianto di rabbia per l'impossibilità di partecipare alla battaglia cruciale per Tuyên Quang. Le cannoniere raggiunsero finalmente Tuyên Quang il 4 marzo 1885, il giorno dopo che la postazione era stata soccorsa.
Il generale Brière de l'Isle fu attento a riconoscere gli sforzi eroici compiuti dai loro capitani ed equipaggi in un ordine del giorno emesso il 5 marzo 1885. Dopo aver elogiato il coraggio della fanteria di marina e dei Turcos della 1ª brigata, che avevano subito più di 400 perdite nell'assalto alle difese cinesi di Hòa Mộc, elogiò i sacrifici compiuti dagli uomini della flottiglia:
(Siete stati più fortunati degli equipaggi delle cannoniere Henri Rivière, Berthe de Villers, Moulun, Éclair e Trombe, che hanno sperato fino all'ultimo di condividere i vostri pericoli. A costo di sforzi incredibili, trainarono le loro navi per sette giorni consecutivi attraverso un fiume senz'acqua e riuscirono a raggiungere Phu-Doan, Yu-oc e le vicinanze di Tuyen-Quan. Hanno così dimostrato che per loro non esistevano ostacoli precedentemente considerati insormontabili.)»

## Navi della Flottiglia del Tonchino

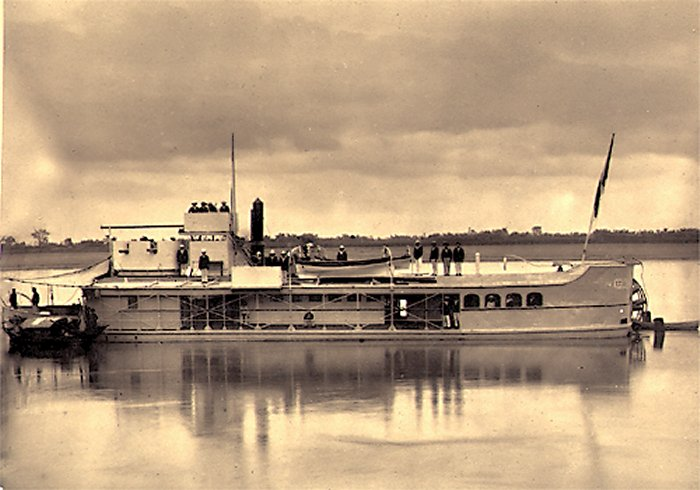
Éclair
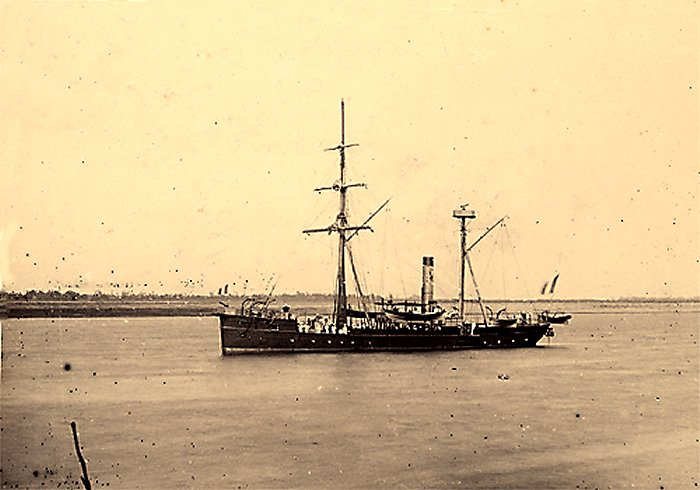
Fanfare
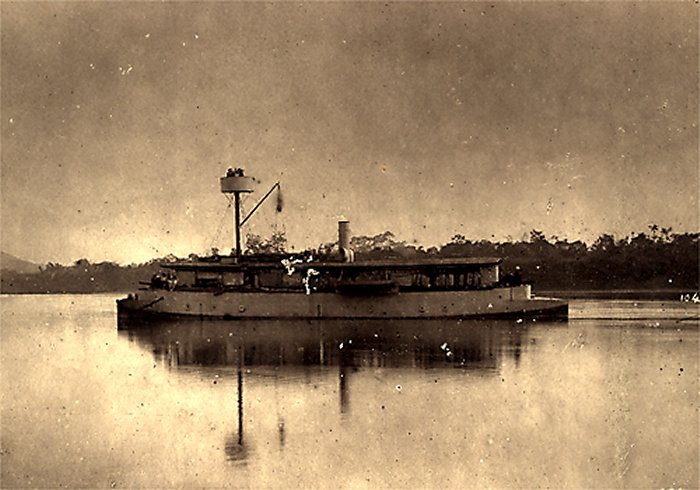
Mutine
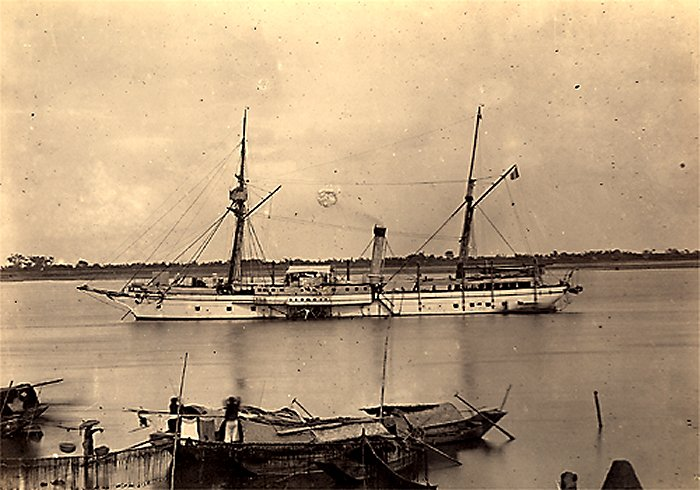
Pluvier
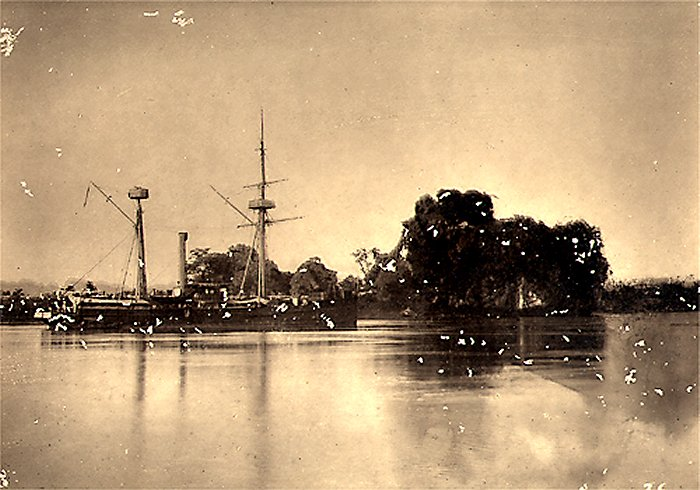
Surprise
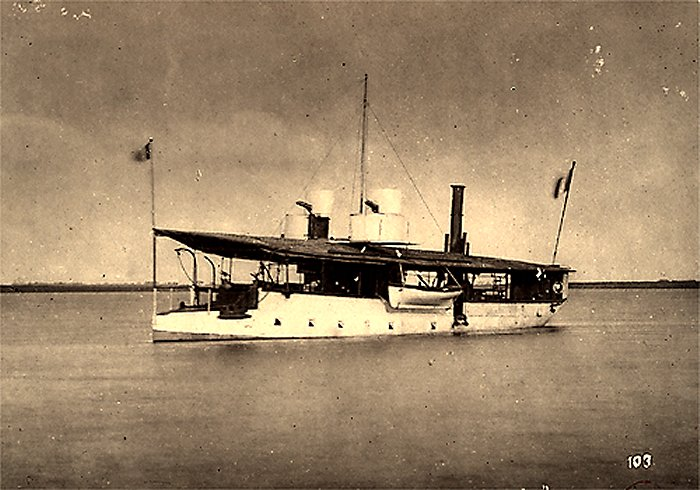
Yatagan